# Sai Wan Xan

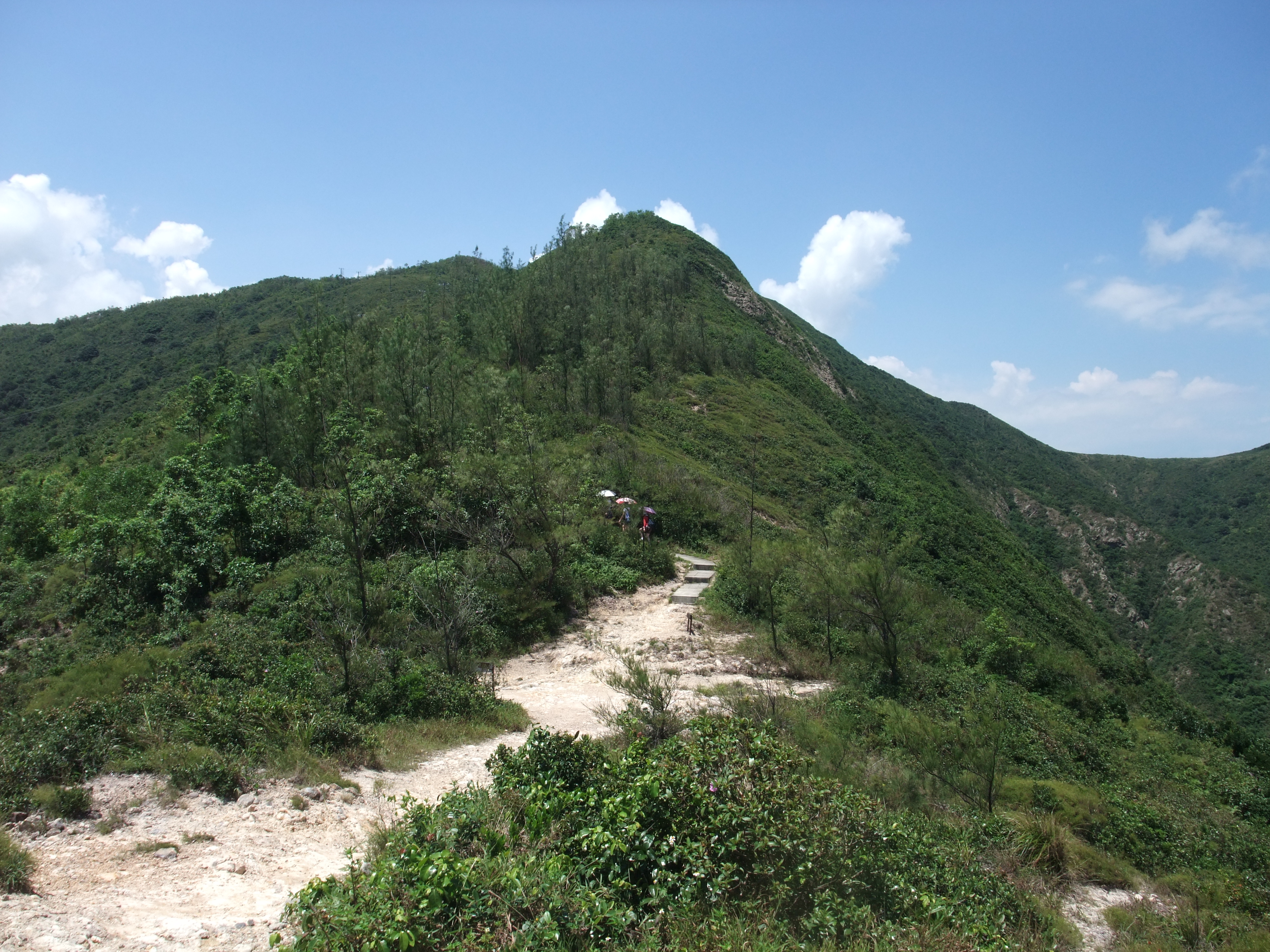
Sai Wan Xan

Sai Wan Xan (西灣山) és una muntanya de Hong Kong. Es troba a la península de Sai Kung, Nous Territoris, Hong Kong. Té una altura de 314 msnm i té un pavelló al cim des d'on es poden gaudir magnífiques vistes de la badia de Tai Long Wan. És un lloc freqüentat per excursionistes i és dins del Sai Kung East Country Park.

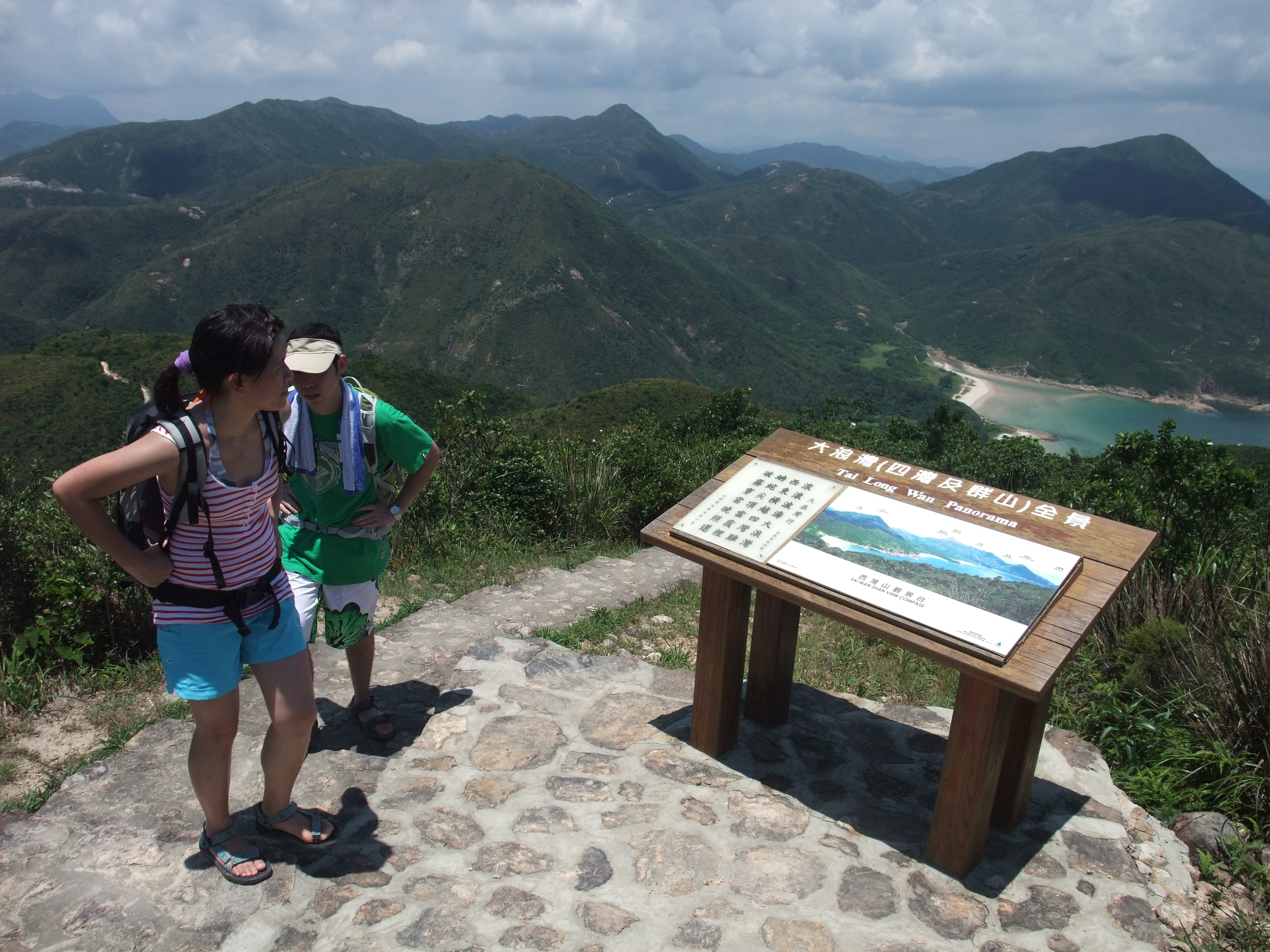
Panorama des del Sai Wan Xan